# Joanna Wowrzeczka
Joanna Jadwiga Wowrzeczka, wcześniej Wowrzeczka-Warczok (ur. 28 maja 1972 w Cieszynie) – artystka malarka i socjolożka sztuki, wykładowczyni akademicka, redaktorka, działaczka społeczna, od 2018 radna miasta Cieszyna.

## Życiorys
Absolwentka Instytutu Sztuki Wydziału Pedagogiczno-Artystycznego Uniwersytetu Śląskiego w Katowicach, Filii w Cieszynie (1995 rok). Doktorat z socjologii obroniła na Wydziale Nauk Społecznych Uniwersytetu Śląskiego w Katowicach w 2004 roku rozprawą Negocjatorzy sztuki. Studium socjologiczne galerii artystycznych w Polsce, promotorem był prof. Wojciech Świątkiewicz. Kolejny doktorat, pod tytułem Tradycja w posttradycyjnym społeczeństwie, tym razem w dziedzinie sztuki piękne obroniła na Wydziale Grafiki, Malarstwa i Wzornictwa Akademii Sztuk Pięknych w Katowicach w 2008 roku, promotorką była prof. Elżbieta Kuraj. Doktor habilitowana sztuki na Wydziale Malarstwa Akademii Sztuk Pięknych w Gdańsku na podstawie dorobku oraz dzieła Jak się uda, jestem silna (2016).
Została wykładowcą w Instytucie Sztuk Plastycznych (wcześniej Instytucie Sztuki) Wydziału Sztuki i Nauk o Edukacji macierzystej uczelni, w tym filii w Cieszynie.
Jest współtwórczynią z Adamem Molendą Pracowni Obserwacji Faktów Artystycznych – POFA 112, która zajmowała się tworzeniem czytelni sztuki współczesnej. Od 2000 roku prowadziła koło artystyczno-naukowe „Poza Pracownią”, za pomocą którego studenci mogli mierzyć się z takimi formami wypowiedzi artystycznej, które nie były obecne w standardowym harmonogramie zajęć uczelni. Koło zorganizowało kilka edycji spotkań warsztatowych w Cieszynie pt. „Eksploracje” w której wzięli udział czołowi polscy artyści. W 2002 roku była jedną z założycielek Galerii „Szarej”, której była przez pięć lat koordynatorką. Pracę w galerii zakończyła w 2005 roku dwiema wystawami „Niosę przed sobą lustro” (zbiorowa wystawa poświęcona Andrzejowi Szewczykowi, kurator główny Roman Lewandowski) i Zuzanny Janin „Widziałam swoją śmierć”. Kolejne lata zajęła jej praca malarska i akademicka. Redaktorka działu sztuka w magazynie „Opcje” (2010–2011). Nominowana do nagrody Kobieta 2009 Roku „Gazety Wyborczej”. Finalistka I i II edycji konkursu: Obraz Roku (2001, 2002). Uczestniczka rezydencji artystycznej w North Wales School of Art and Design w Wrexham w Walii, przyznanego w drodze konkursu przez Galerię Bielską BWA (2008). Otrzymała wyróżnienie Regulaminowe w ramach Ogólnopolskiego Konkursu Malarstwa „Bielska Jesień” 2009, 39. Biennale Malarstwa. Jej obrazy znajdują się w kolekcjach Stowarzyszenia Zachęta Sztuki Współczesnej Znaki Czasu (zbiory zachodnio-pomorskie i śląskie). Autorka wielu wystaw oraz publikacji i wystąpień na konferencjach naukowych. W 2012 roku była uczestniczką Międzynarodowego Festiwalu Twórczości Kobiet No Women No Art. W 2013 roku została wybrana „Kobietą na medal powiatu cieszyńskiego”. Obecnie kieruje świetlicą Krytyki Politycznej „Na Granicy” w Cieszynie.
W 2018 roku została radną Miasta Cieszyna, jako jedna z trójki radnych wybranych z ramienia „KWW Siła”. Uzyskała 491 głosów, co stanowiło najwyższy wynik w okręgu (16,31% głosów) i drugi najwyższy w skali całego miasta. W 2024 ubiegała się o urząd burmistrza miasta, w II turze przegrała z Gabrielą Staszkiewicz, zdobywając 42,85% poparcia. W tych samych wyborach ponownie uzyskała mandat radnej.